# IC 1953
IC 1953 — спиральная галактика с перемычкой в созвездии Эридана. Находится на расстоянии 86 млн световых лет от Солнца. Является представителем скопления Эридана, скопления из примерно 200 галактик. Галактику открыл Делайл Стюарт в 1899 году.
IC 1953 по классификации Хаббла принадлежит к морфологическому классу SBc, то есть является спиральной галактикой с перемычкой. Галактика удаляется от Млечного Пути со скоростью около 1867 км/с. Угловые размеры галактики на земном небе составляют 2,9' x 2,1', что соответствует линейным размерам около 72 тысяч световых лет.
Галактика IC 1953 входит в состав группы галактик NGC 1395. Помимо IC 1953 в группу также входят ещё 32 галактики.